# Posht Chendār
Posht Chendār (persiska: پُشتِ چِندار, پُشت چِنار, پشت چندار) är en ort i Iran.   Den ligger i provinsen Kohgiluyeh och Buyer Ahmad, i den centrala delen av landet, 500 km söder om huvudstaden Teheran. Posht Chendār ligger 1 697 meter över havet och antalet invånare är 132.
Terrängen runt Posht Chendār är bergig österut, men västerut är den kuperad. Runt Posht Chendār är det ganska glesbefolkat, med 47 invånare per kvadratkilometer. Närmaste större samhälle är Cheram, 14,5 km sydväst om Posht Chendār. Omgivningarna runt Posht Chendār är i huvudsak ett öppet busklandskap.